# Dom Tańca
Dom Tańca – miejsca spotkań młodzieży, gdzie można tańczyć, grać i śpiewać muzykę ludową danego regionu. Cechy charakterystyczne to:
- nauka autentycznej muzyki od starych wiejskich muzykantów, śpiewaczek i tancerzy,
- wyjazdy na wieś, poszukiwania i odkrywanie starej muzyki,
- zabawa dla przyjemności,
- brak instruktorów i niezależność od oficjalnych instytucji kultury.

## Skandynawia
Pierwsze ludowe domy tańca powstawały w Skandynawii na przełomie XIX/XX wieku. W Danii prawie w każdej miejscowości odbywały się i nadal odbywają cotygodniowe tańce w miejscach gromadzenia społeczności. Praktyka ta ma miejsce na wsiach, małych miasteczkach a także w specjalnych świetlicach w osiedlach mieszkaniowych w dużych miastach. Do muzyki tradycyjnej tańczy się w całej Skandynawii także w ramach uniwersytetów ludowych dla dorosłych, finansowanych przez gminy.
Podobnie działają domy tańca w Norwegii, Szwecji oraz w Finlandii.
W latach 70. XX w. nastąpił na fali ruchów hipisowskich powrót młodych ludzi do muzyki wiejskiej. Powstały letnie festiwale muzyczne, na których kilka tysięcy ludzi uczy się tańczyć taniec polska i grać na skrzypcach i innych instrumentach na sposób tradycyjny.
W Helsinkach domy tańca działały już w latach 20. XX wieku. Miejską muzykę taneczną (tanga, fokstroty i polki) grywali w nich znani później muzycy orkiestr tanecznych (np. Helge Pahlman).

## Węgry
Ruch domów tańca tzw. Táncház został zapoczątkowany w latach 70 XX w. Rozwijał się spontanicznie wśród młodzieży z miast, zainteresowanej węgierską muzyką ludową z rejonu Transylwanii – kolebki czardasza oraz Gyimes i Mołdawii. Młodzi ludzie jeździli do muzykantów i tancerzy na wieś, uczyli się wiernie ich muzyki i kroków tanecznych. W apogeum rozwoju w Budapeszcie działało kilkadziesiąt domów tańca, gdzie bawiono się, tańczono, uczono tańców siedmiogrodzkich. Charakterystycznym przejawem działania domów tańca jest Tabor – letni obóz z warsztatami muzycznymi i tanecznymi. Obecnie ruch domów tańca na Węgrzech nadal rozwija się intensywnie. Jest miejscem spotkań wszystkich, którzy zainteresowani są tradycyjną muzyką i tańcem- tancerzy i muzyków-amatorów i zawodowców. Także tych, którzy na co dzień tańczą w zespołach folklorystycznych.

## Polska
Powstanie Domów Tańca wiąże się ze zjawiskiem powrotu zainteresowania młodych ludzi w latach 90. XX wieku tradycyjną polską muzyką ludową i wiejską. Domy tańca powstawały w opozycji do oficjalnego obiegu folkloru: zespołów folklorystycznych, dożynek powiatowych, muzyki biesiadnej itp. Domy tańca w Polsce wzorowane były na węgierskich Tanchazach i ruchu Roots revival.
Domy Tańca czerpią inspirację z żywej muzyki oraz z nagrań w archiwach prywatnych i państwowych, współpracują z etnografami i etnomuzykologami z uniwersytetów i PAN.
W 1994 roku zaczął działać Dom Tańca w Warszawie. Zajmuje się głównie muzyką Polski Centralnej, Mazowsza, Kurpiów a także sąsiednich regionów: radomskiego, kieleckiego, lubelskiego itp. W innych miastach Polski rozwija się ruch zainteresowania muzyką wiejską, przybierając różne formuły i nazwy, lecz zachowując istotę swobodnej zabawy i niezależność. Istnieją domy tańca w Krakowie, (muzyka Małopolski i sąsiadów z linii Karpat), w Poznaniu działa Dom Tańca. Poznań, w Olsztynie w ramach Stowarzyszenie Tratwa gra kapela PKS, we Wrocławiu Centrala Muzyki Tradycyjnej, w Lublinie odbywają się cykliczne Pograjki z muzykantami z Lubelszczyzny, w Suwałkach (muzyka pogranicza litewsko-polskiego), rozwijają się środowiska w Gdańsku i Toruniu.

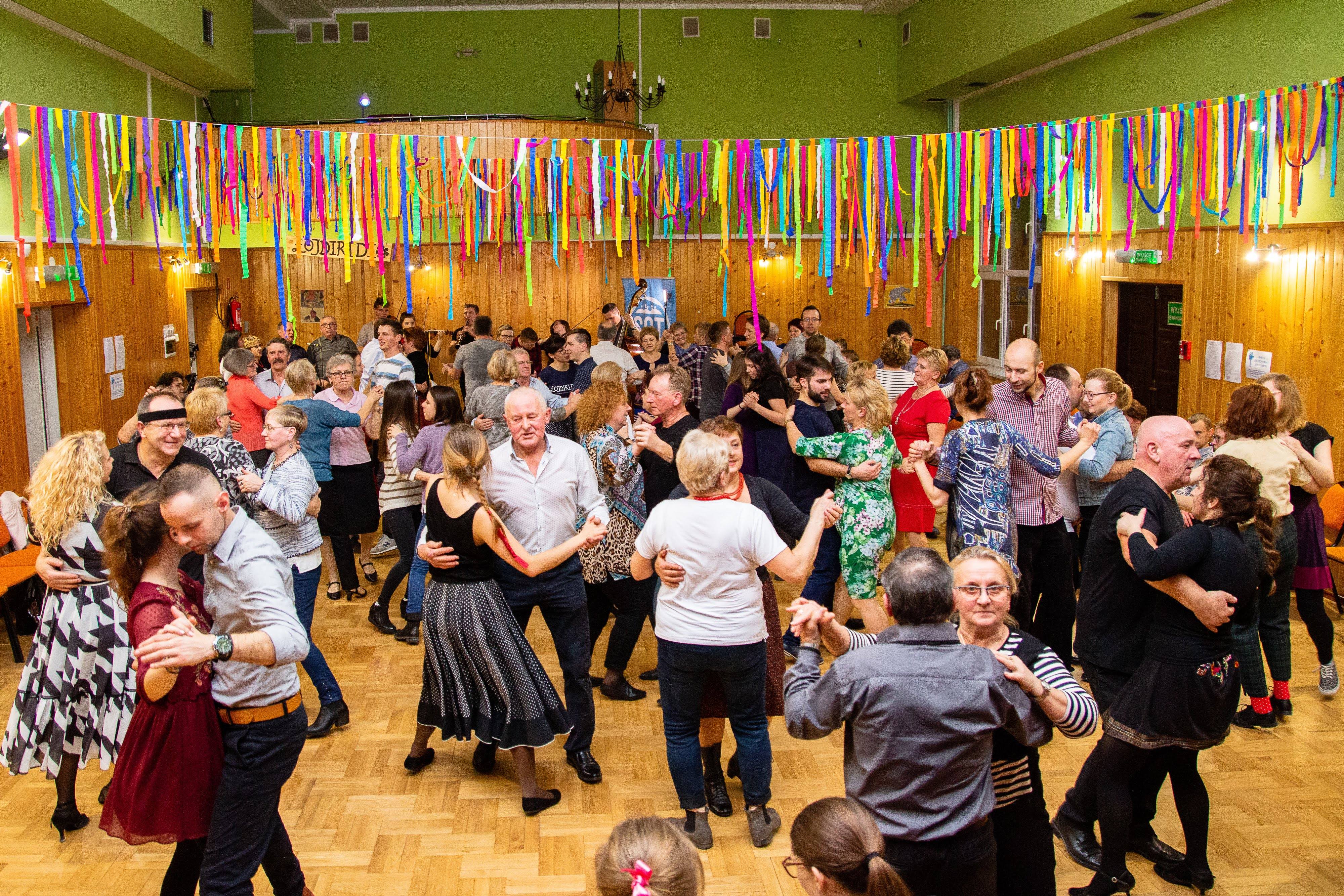
VIII Spotkanie z tradycjami Rzeszowszczyzny "Łojdiridi" w Kolbuszowej Górnej, 8 lutego 2020 r.

Od 2018 r. na Rzeszowszczyźnie organizowany jest wędrowny cykl Spotkań z tradycjami Rzeszowszczyzny "Łojdiridi", początkowo w formie otwartej (zbliżonej do jam session) – dla muzyków i tancerzy, gdzie mogli grać przedstawiciele wszystkich pokoleń. Z czasem forma wyewoluowała do spotkań konkretnych kapel: zarówno utytułowanych, doświadczonych, jak i złożonych z bardzo młodych muzyków. Zawsze wykonywana jest muzyka z regionu rzeszowskiego, pogórzańskiego i lasowiackiego. Potańcówki są najczęściej poprzedzane warsztatami kroków tańców charakterystycznych dla tych regionów: różnego rodzaju polek, oberka itd. Wydarzenia organizowane są przez Stowarzyszenie "Gdzieś Tu" – każda edycja ma miejsce w innej miejscowości - do współpracy zapraszane są samorządy, lokalne instytucje kultury i grupy społeczników (Rady sołeckie, Koła Gospodyń Wiejskich) – organizatorzy starają się tworzyć atmosferę przyjazności dla wszystkich pokoleń bez klimatu typowego festynu.
Cechą zwracającą uwagę jest wszechobecność w domach tańca wirowego o nazwie oberek. Cieszy się on największą popularnością wśród młodych ludzi ze względu na możliwość improwizacji w muzyce i w tańcu, zatracenie w wirze, transowość, improwizowane przyśpiewki.
W Polsce obok nurtu zabawowo-tanecznego silne jest również zainteresowanie tradycją wiejskiego śpiewu, także nabożnego.